# Obal (folyó)
Obal – folyó Fehéroroszország északi részén, a Nyugati-Dvina jobb oldali mellékfolyója. Hossza 148 km, vízgyűjtő területe 2690 km², közepes vízhozama 22 m³/s (a torkolattól 23 kilométerre). November közepétől március végéig befagy. A Nyevel-Haradoki hátságon ered, az orosz határon levő Jezjariscsa (Ezeriscse)-tóból, ezután délnyugati, majd nyugati irányt vesz és a Dvina-menti mocsaras síkságon áthaladva Gorogyiscse falunál (Polacki járás) ömlik a Nyugati-Dvinába. Vízgyűjtő területén sűrű erdők találhatóak. Legfontosabb mellékága a bal oldalról érkező Uszisza, amely Misnyevicsi falunál (Sumilinai járás) ömlik bele. A partján fekvő legjelentősebb település Obal. 

## Külső hivatkozások
- A Nagy Szovjet Enciklopédia szócikke (oroszul)